# Xylophanes linearis
Xylophanes linearis är en fjärilsart som beskrevs av Clark 1935. Xylophanes linearis ingår i släktet Xylophanes och familjen svärmare. Inga underarter finns listade i Catalogue of Life.